# Gris de Lille
De Gris de Lille is een Franse kaas van het type gewassen-korst kaas. De Gris de Lille komt uit het noorden van het land, uit de departementen Aisne en Nord, met name uit Thiérache.
De melk wordt eerste gestandaardiseerd (vast vetgehalte), vervolgens wordt het kaasmaak-proces gestart. Na de toevoeging van de kalfsleb wordt de wrongel gevormd. De wrongel wordt gesneden, afgegoten en in vormen geperst. Het zouten kan gelijk plaatsvinden (droog) en/of in een pekelbad. De kaas wordt dubbelgezouten, heeft geen echte korst en een grijsachtige kleur.

De rijping vindt plaats in speciale kelders onder anaerobe omstandigheden. De rijpingstijd is 5-6 maanden.
De Gris de Lille wordt sinds de 19e eeuw gemaakt. De kaas is afgeleid van de Maroilles, maar rijpt langer en heeft een veel sterkere smaak en geur. Door dat verlengde proces kon er in de winter, wanneer veel minder melk beschikbaar was, beter in kaas voorzien worden. De kaas was een van de favorieten van de mijnwerkers in de streek, de kaas bleef ook beneden lang goed.
Voor de kaas is een IGP-keur aangevraagd.
Andere namen voor de kaas zijn Vieux Gris, Vieux Lille, Puant of Fromage fort de Béthune.